# Matilda Höjding
Matilda Anna Höjding, född 23 februari 1990, är en svensk före detta bandyspelare (anfallare).
Höjdings moderklubb är Uppsala BoIS. Hon gick inför säsongen 2008/2009 till AIK, där hon spelade två säsonger. 2012/2013 var hon åter i Uppsala BoIS, och 2013/2014 gick hon tillbaka till AIK.
Höjding har spelat i F17-landslaget och F19-landslaget. Bland andra meriter märks ett VM-guld 2008 och ett SM-silver säsongen 2008-2009.